# Gnaphosa tumd
Gnaphosa tumd är en spindelart som beskrevs av Tang, Song och Zhang 200. Gnaphosa tumd ingår i släktet Gnaphosa och familjen plattbuksspindlar. Inga underarter finns listade i Catalogue of Life.